# Lucy Prebble
Lucy Prebble FRSL (nacida en 1981) es una dramaturga británica. Es autora de las obras El síndrome del azúcar, El efecto, ENRON y Un veneno muy caro. Para televisión adaptó Secret Diary of a Call Girl  y cocreó I Hate Suzie con su amiga cercana Billie Piper. Desde 2018, Prebble es coproductora ejecutiva y escritora de Succession.

## Biografía
Prebble creció en Haslemere, Surrey, y fue educada en Guildford High School . Mientras estudiaba inglés en la Universidad de Sheffield, Prebble escribió una obra corta llamada Liquid, que ganó el premio PMA Most Promising Playwright Award. Recibió el premio Distinguished Alumni Award en 2014.

### Teatro
La primera obra de Prebble, The Sugar Syndrome, se representó en el Royal Court en 2003 y le valió el premio George Devine, seguido del premio TMA a la mejor obra nueva en octubre de 2004.
Su siguiente proyecto teatral, ENRON, se basó en el escándalo financiero y el colapso de la corporación energética estadounidense del mismo nombre. Fue producido por la compañía de teatro Headlong en el Chichester Festival Theatre en 2009, bajo la dirección de Rupert Goold. La producción se trasladó primero a la Corte Real y posteriormente al Teatro Noël Coward . La obra le valió a Prebble una nominación al Premio Olivier a la Mejor Obra Nueva. La transferencia de Broadway de la producción se inauguró en el Broadhurst Theatre en abril de 2010, pero no logró igualar la aclamación de la crítica que recibió en el Reino Unido y cerró el mes siguiente.
El Efecto, un estudio sobre el amor y la neurociencia, estrenado en el Teatro Nacional en 2012, ganó el Premio del Círculo de Críticos 2012 a la Mejor Obra. The Effect se estrenó en el Off-Broadway de EE. UU. en el Barrow Street Theatre el 2 de marzo de 2016, dirigido por David Cromer y con Kati Brazda, Susannah Flood, Carter Hudson y Steve Key. En 2019, The Independent lo incluyó como una de las 40 obras de teatro más "continuamente gratificantes".
En abril de 2017 se anunció que Prebble estaba trabajando en una nueva obra, basada en Carmen de Bizet , del nuevo Bridge Theatre de Londres.
En octubre de 2018, el Old Vic de Londres anunció A Very Expensive Poison de Prebble, una adaptación teatral del libro de no ficción del mismo nombre de Luke Harding. La obra trata sobre el asesinato de Alexander Litvinenko por medio del isótopo radiactivo invisible polonio-210 .  La obra se inauguró en el Old Vic el 5 de septiembre de 2019, dirigida por John Crowley. Un veneno muy caro fue nominado en los Premios Laurence Olivier 2020 a la Mejor Obra Nueva  y ganó el Premio de Teatro del Círculo de Críticos a la Mejor Obra Nueva y la Mejor Producción Nueva de una Obra en los Premios Mundiales de Broadway. Prebble también recibió el Premio Susan Smith Blackburn 2020. 

### Televisión
2007 vio el estreno de la primera serie de televisión de Prebble, Diario secreto de una prostituta, protagonizada por Billie Piper. Prebble escribió para las dos primeras de las cuatro temporadas del programa, la última de las cuales concluyó en marzo de 2011.
Prebble y Piper colaboraron en otro proyecto de televisión, I Hate Suzie, que se emitió en 2020.
Prebble también escribe para New World Order de Frankie Boyle y aparece en el programa de televisión como invitado, además de aparecer ocasionalmente en Have I Got News for You .
Desde 2018, Lucy es coproductora ejecutiva y escritora del drama de HBO ganador de premios BAFTA, Golden Globe y Emmy Succession, por el que también ganó un premio WGA.

### Otros escritos
Prebble contribuye a las principales publicaciones como periodista y escribió una columna de tecnología semanal para el periódico Observer.
Fue la escritora principal de escenas del videojuego de disparos en primera persona de Bungie, Destiny, que se lanzó en 2014.
En junio de 2018, Prebble fue elegido miembro de la Royal Society of Literature en su iniciativa "40 Under 40". También recibió la beca de escritura de guiones Wellcome 2019.

## Obras

### Teatro
- Líquido, 2002
- The Sugar Syndrome, Jerwood Theatre Upstairs, Londres, noviembre de 2003
- ENRON, Chichester Festival Theatre / Royal Court Theatre / Noel Coward Theatre, Londres, 2009; Teatro Broadhurst, Nueva York, 2010
- El Efecto, Teatro Nacional, 2012;  Teatro de la calle Barrow, Nueva York, 2016
- un veneno muy caro ;[21] Teatro Old Vic, Londres, 2019

### Televisión
- Diario secreto de una prostituta (2007-2011)
- Sucesión (2018–)
- Odio a Suzie (2020–)

## Premios y nominaciones

### Teatro
| Año  | Premio                                   | Categoría                                    | Trabaja                | Resultado |
| ---- | ---------------------------------------- | -------------------------------------------- | ---------------------- | --------- |
| 2003 | Premio de Teatro del Círculo de Críticos | Dramaturgo más prometedor                    | El síndrome del azúcar | Ganadora  |
| 2003 | Premio Evening Standard Theatre          | Dramaturgo más prometedor                    | El síndrome del azúcar | Nominada  |
| 2004 | Premio Susan Smith Blackburn             | Premio Susan Smith Blackburn                 | El síndrome del azúcar | Nominada  |
| 2009 | Premio Evening Standard Theatre          | mejor jugada                                 | ENRON                  | Nominada  |
| 2010 | Premio Laurence Olivier                  | Mejor obra nueva                             | ENRON                  | Nominada  |
| 2010 | Premio de la Liga de Drama               | Producción distinguida de una obra de teatro | ENRON                  | Nominada  |
| 2010 | Premio Susan Smith Blackburn             | Premio Susan Smith Blackburn                 | ENRON                  | Nominada  |
| 2012 | Premio de Teatro del Círculo de Críticos | Mejor obra nueva                             | El efecto              | Ganadora  |
| 2013 | Premio de teatro estándar de la tarde    | mejor jugada                                 | El efecto              | Nominada  |
| 2014 | Premio Susan Smith Blackburn             | Premio Susan Smith Blackburn                 | El efecto              | Nominada  |
| 2019 | Premio del Círculo de Críticos de Teatro | Mejor obra nueva                             | Un veneno muy caro     | Ganadora  |
| 2020 | Premio Laurence Olivier                  | Mejor obra nueva                             | Un veneno muy caro     | Nominada  |
| 2020 | Premio Susan Smith Blackburn             | Premio Susan Smith Blackburn                 | Un veneno muy caro     | Ganadora  |